# Apeadero Bomba
Bomba km 1299.0 es una estación ferroviaria ubicada en el departamento Rosario de Lerma, provincia de Salta, Argentina.
En 2019 fue declarada Bien de interés industrial nacional.
En apeadero se halla a casi 4000 m s. n. m., se atraviesa un túnel a cuya salida se encuentra el Abra Muñano y se arriba al último piso geológico del recorrido del ramal, la Puna.
Lugar de obligado abastecimiento de agua a las locomotoras de vapor. El agua es de buena calidad y de provisión suficiente para las necesidades de la tracción de ese entonces.

## Servicios
Se encuentra actualmente sin operaciones de pasajeros.
Sus vías corresponden al Ramal C14 del Ferrocarril General Belgrano por donde transitan formaciones de carga de la empresa estatal Trenes Argentinos Cargas.